# Frederik Trip
Jhr Carel Frederik Emile Trip (Den Haag, 3 november 1923 - Neerpelt, België, 5 januari 1999) was Engelandvaarder en vervolgens gezagvoerder van de KLM. 

## Engelandvaart
Samen met Oscar de Brey, Govert van den Bosch en Pim de Bruyn Kops, allen voormalige leerlingen van het Nederlandsch Lyceum in Den Haag, kocht hij in 1942 enkele opvouwbare kano's, die ze bij Katwijk bij het tunneltje van het Zeehospitium verstopten. De kano's werden door de Duitsers gevonden, en in een van de zakken van het oliegoed vonden ze het adres van De Brey. Deze kon op tijd vluchten, maar het werd nog dringender om het land snel te verlaten. 
Frederik Trip werd op weg naar Spanje door de Duitsers opgepakt en naar Buchenwald overgebracht. Hij overleefde de oorlog.

## Na de oorlog
Na de oorlog vloog hij voor de KLM. Hij trouwde en kreeg drie kinderen.  

## Onderscheiden
- Orde van Oranje-Nassau